# Julius Smend
Julius Smend (Lengerich, 10 maggio 1857 – 7 giugno 1930) è stato un teologo e presbitero tedesco, fratello del teologo Rudolf Smend (1851-1913) e padre del musicologo Friedrich Smend (1893-1980).

## Biografia
Dopo aver studiato teologia alle università di Bonn, Hale e Gottinga, ricevette l'ordinazione sacerdotale nel 1881. Inizialmente fu assegnato come ministro ausiliario alla diocesi di Bonn, finché nel 1885 divenne ministro a Seelscheid. Sei anni più tardi, fu nominato docente al seminario di Friedberg, e, nel 1893, divenne professore di teologia pratica all'Università di Strasburgo.
Nel 1896, Smend e il teologo Friedrich Spitta (1852–1924) fondarono la rivista Monatsschrift für Gottesdienst und kirchliche Kuns, un mensile di culto e arte religiosa, e furono i principali esponenti dell'Ältere liturgische Bewegung ("Vecchio movimento liturgico"), un'entità teologica creata da Smend nella Chiesa di San Tommaso a Strasburgo.
Nel 1914 fu uno dei fondatori della facoltà teologica protestante dell'Università di Münster, della quale fu il rettore durante la prima guerra mondiale (dal 1919 al 1920).
La sua opera più nota fu Die evangelischen deutschen Messen bis zu Luthers deutscher Messe ("Le Messe protestanti fino alla messa tedesca di Lutero"), pubblicata nel 1896.